# Together When...
「Together When...」（トゥギャザー・ウェン）は、日本の歌手・浜崎あゆみのデジタル・ダウンロードシングル。2007年12月5日にavex traxより発売。

## 解説
自身初のデジタル・ダウンロード規格のみで発売された。シングルとしては、「talkin' 2 myself」から約3ヶ月での発売となる。配信限定シングルではあるものの、ジャケットとミュージック・ビデオが作られ、音楽番組で披露するなど、通常のシングルと同様のプロモーションを行った。しかし、公式HPでは通常のCDシングルと別に扱われており、2008年発売のシングル・コレクション・アルバム『A COMPLETE 〜ALL SINGLES〜』にも収録されていない。
2006年『第57回NHK紅白歌合戦』のアルバム曲「JEWEL」での出演に引き続き、CDシングルとして発売されていない本楽曲で、2007年『第58回NHK紅白歌合戦』に出演した。

## 収録曲
1. Together When... [5:10]
作詞：ayumi hamasaki / 作曲：Kunio Tago / 編曲：CMJK
music.jp TV-CFソング
2. Together When... "-Instrumental-" [5:11]

## 収録アルバム
- Together When...
  - 『GUILTY』
  - 『WINTER BALLAD SELECTION』
  - 『RAINY SEASON SELECTION』
  - 『A BALLADS 2』

## 収録ライブ映像
- Together When...
  - 『ayumi hamasaki COUNTDOWN LIVE 2007-2008 Anniversary』
  - 『ayumi hamasaki COUNTDOWN LIVE 2010-2011 A 〜do it again〜』(メドレー)
  - 『ayumi hamasaki COUNTDOWN LIVE 2012-2013 A 〜WAKE UP〜』
    - 『A BALLADS 2』

  - 『ayumi hamasaki COUNTDOWN LIVE 2018-2019 A -TROUBLE-』(A BALLADS 2)
    - 『ayumi hamasaki UNRELEASED LIVE BOX A』

  - 『ayumi hamasaki COUNTDOWN LIVE 2022-2023 A ～Remember you～』(ayumi hamasaki 25th Anniversary LIVE)